# 다크윙 덕
다크윙 덕(영어: Darkwing Duck) 본명 드레이크 맬러드 (영어: Drake Mallard)는 디즈니의 애니메이션 시리즈 '오리형사 다크 "에 등장하는 가공의 인물이다.